# Christopher Lawrence (actor)
Christopher Lawrence es un actor estadounidense.

## Carrera
Christopher Lawrence es recordado por su actuación en la película clásica de horror The House on Sorority Row, después de actuar en dicha película se alejó del cine.

## Filmografía

### Películas
- The House on Sorority Row (1983) .... Dr. Nelson Beck